# Чкаловский сельский совет (Приазовский район)
Чкаловский сельский совет (укр. Чкаловська сільська рада) — входит в состав
Мелитопольского района Запорожской области Украины.
Административный центр сельского совета находится в селе Чкалово.

## История
- 1992 — дата образования.

## Населённые пункты совета
- с. Чкалово